# Dwoista
Dwoista – skały w południowo-zachodniej Polsce, w Sudetach Zachodnich, w Rudawach Janowickich, na Janowickim Grzbiecie.

## Położenie
Dwoista położona jest w Sudetach Zachodnich, w północnej części Rudaw Janowickich, we wschodniej części Janowickiego Grzbietu, na północnym zboczu Lwiej Góry, na wysokości ok. 650–655 m n.p.m..
Obok znajduje się wiele bloków skalnych różnej wielkości, w szerszej okolicy występują: Starościńskie Skały, Strużnickie Skały, Fajka, Pieklisko, Diabelski Kościół, Obła.

## Charakterystyka
Składa się z dwóch baszt, czy murów skalnych połączonych obniżeniem. Skała pocięta jest poziomo, skośnie i pionowo biegnącymi spękaniami ciosowymi; niektóre z nich są zakrzywione. Skała oraz leżące wokół bloki zbudowane są ze średnioziarnistego granitu karkonoskiego z pojedynczymi porfirokryształami.
Znajduje się w wysokopiennym lesie świerkowym.

## Ochrona przyrody
Dwoista znajduje się w Rudawskim Parku Krajobrazowym.

## Turystyka
W pobliżu nie przebiegają żadne szlaki turystyczne, natomiast idąc drogą leśną, biegnącą poniżej skałki, ku południowemu wschodowi, można dojść do  niebieskiego szlaku turystycznego będącego fragmentem Europejskiego Szlaku E3 prowadzącego z Trzcińska na Skalnik przez Wołek.